# Eurata orfilai
Eurata orfilai là một loài bướm đêm thuộc phân họ Arctiinae, họ Erebidae.